# Lakeview Estates
Lakeview Estates est une census-designated place située dans le comté de Rockdale, dans l’État de Géorgie, aux États-Unis. Lors du recensement de 2020, elle comptait 2 660 habitants.